# Яко Доросиев
Яко (Йоаким) Тодоров Доросиев e български учител, виден деец на БКП.

## Биография
Доросиев е роден в семейство на учители в Копривщица на 20 януари 1890 г. Завършва гимназия в Пловдив, където участва в марксически кръжок, ръководен от Васил Коларов. Член е на БРСДП (т.с.) от 1908 г.
След гимназията е учител в Пловдивско и Софийско. Активен деец на Учителската синдикална организация. През Първата световна война е офицерски кандидат, взводен командир на Румънския фронт. Награден е с орден „За храброст“, IV степен.
През 1920 година чрез конкурс е назначен за учител в София и е избран за секретар на столичната учителска организация. През 1921 г. за пропаганда срещу правителството на БЗНС начело с Александър Стамболийски е лишен завинаги от учителски права.
Избран е за секретар на Лозенската партийна секция и за член на местния комитет на БКП в София. Участва дейно в подготовката на Септемврийското въстание от 1923 г. На 12 септември 1923 г. е арестуван и репресиран. Освободен е в началото на 1924 година.
На Витошката нелегална партийна конференция през 1924 г. е избран за организационен секретар на ЦК на БКП. От октомври 1924 г. осъществява връзката между ЦК и ръководството на Военната организация на партията. Член е на щаба на Военната организация на партията, в който оглавява секцията по четническата и терористична дейност. Работи с Коста Янков, Иван Минков, Марко Фридман и др.
На 26 март 1925 г. е проследен от органите на III секция при Военното министерство. В завързалата се престрелка се самоубива на ъгъла на улиците „Сан Стефано“ и „Оборище“ в София.